# Кімболлтон (Айова)
Кімболлтон (англ. Kimballton) — місто (англ. city) в США, в окрузі Одюбон штату Айова. Населення — 291 особа (2020).

## Географія
Кімболлтон розташований за координатами 41°37′38″ пн. ш. 95°4′30″ зх. д. / 41.62722° пн. ш. 95.07500° зх. д. (41.627103, -95.074869).  За даними Бюро перепису населення США в 2010 році місто мало площу 1,99 км², уся площа — суходіл.

## Демографія
Згідно з переписом 2010 року, у місті мешкали 322 особи в 145 домогосподарствах у складі 95 родин. Густота населення становила 162 особи/км².  Було 157 помешкань (79/км²).
Расовий склад населення:
| - 97,8 % — білих - 0,9 % — азіатів - 0,3 % — корінних американців |

До двох чи більше рас належало 0,6 %. Частка іспаномовних становила 0,0 % від усіх жителів.
За віковим діапазоном населення розподілялося таким чином: 21,1 % — особи молодші 18 років, 56,9 % — особи у віці 18—64 років, 22,0 % — особи у віці 65 років та старші. Медіана віку мешканця становила 47,1 року. На 100 осіб жіночої статі у місті припадало 95,2 чоловіків;  на 100 жінок у віці від 18 років та старших — 92,4 чоловіків також старших 18 років.
Середній дохід на одне домашнє господарство  становив 44 293 долари США (медіана — 37 188), а середній дохід на одну сім'ю — 55 956 доларів (медіана — 58 750). Медіана доходів становила 32 143 долари для чоловіків та 30 313 долари для жінок. За межею бідності перебувало 14,9 % осіб, у тому числі 29,0 % дітей у віці до 18 років та 5,1 % осіб у віці 65 років та старших.
Цивільне працевлаштоване населення становило 154 особи. Основні галузі зайнятості: освіта, охорона здоров'я та соціальна допомога — 28,6 %, роздрібна торгівля — 12,3 %, науковці, спеціалісти, менеджери — 7,8 %, мистецтво, розваги та відпочинок — 6,5 %.